# Rachel Ward (matemática)
Rachel Ward é uma matemática estadunidense, que trabalha nas áreas de aprendizado de máquina e processamento de sinais. É professora da Universidade do Texas em Austin.

## Formação
Rachel Ward obteve o BS em matemática na Universidade do Texas em Austin em 2005. Obteve um PhD em matemática aplicada e computacional em 2009 na Universidade de Princeton, orientada por Ingrid Daubechies, com a tese Freedom through Imperfection: Exploiting the flexibility offered by redundancy in signal processing.

## Carreira
Ward foi instrutora no Instituto Courant de Ciências Matemáticas em 2009-2011 integrando em 2011 a faculdade da Universidade do Texas em Austin. Em 2018 foi Visiting Research Scientist na Facebook AI Research sendo atualmente Von Neumann Fellow no Instituto de Estudos Avançados de Princeton.

## Prêmios e honrarias
Rachel Ward e Deanna Needell receberam o Prêmio IMA de Matemática e Aplicações de 2016. O prêmio reconhece o trabalho teórico delas relacionado com o sensoriamento médico e imagem por ressonância magnética (MRI).
Para o Congresso Internacional de Matemáticos de 2022 em São Petersburgo está listada como palestrante convidada.

## Pesquisa
Ward trabalhou em um projeto financiado pelo Departamento de Defesa dos Estados Unidos, para desenvolver veículos aéreos não tripulados.